# Drużynowe mistrzostwa Polski w boksie
Drużynowe mistrzostwa Polski w boksie – polskie rozgrywki ligowe w boksie.

## Triumfatorzy
| Edycja    | E.                                                                                 | Złoty medal                                                                        | Srebrny medal                                                                      | Brązowy medal                                                                      | Źródło                                                                             |
| --------- | ---------------------------------------------------------------------------------- | ---------------------------------------------------------------------------------- | ---------------------------------------------------------------------------------- | ---------------------------------------------------------------------------------- | ---------------------------------------------------------------------------------- |
| 1927      | 1                                                                                  | Warta Poznań                                                                       | BKS Katowice                                                                       | –                                                                                  | [ a ]                                                                              |
| 1928      | 2                                                                                  | Warta Poznań                                                                       | –                                                                                  | –                                                                                  | [ b ]                                                                              |
| 1929      |                                                                                    | –                                                                                  | –                                                                                  | –                                                                                  | [ c ]                                                                              |
| 1930      | 3                                                                                  | Warta Poznań                                                                       | BKS Katowice                                                                       | Sokół Łódź                                                                         |                                                                                    |
| 1931      |                                                                                    | –                                                                                  | –                                                                                  | –                                                                                  | [ d ]                                                                              |
| 1932      | 4                                                                                  | Warta Poznań                                                                       | BKS Katowice                                                                       | Hasmonea Lwów IKP Łódź                                                             |                                                                                    |
| 1932/33   | 5                                                                                  | Warta Poznań                                                                       | PKS Katowice                                                                       | Polonia Warszawa Wawel Kraków                                                      |                                                                                    |
| 1933/34   | 6                                                                                  | Warta Poznań                                                                       | Skoda Warszawa                                                                     | Gedania Gdańsk Rewera Stanisławów                                                  |                                                                                    |
| 1934/35   | 7                                                                                  | Warta Poznań                                                                       | Makabi Warszawa                                                                    | Cuiavia Inowrocław                                                                 |                                                                                    |
| 1935/36   | 8                                                                                  | Warta Poznań                                                                       | IKP Łódź                                                                           | Skoda Warszawa                                                                     |                                                                                    |
| 1936/37   | 9                                                                                  | Warta Poznań                                                                       | IKP Łódź                                                                           | Okęcie Warszawa                                                                    |                                                                                    |
| 1937/38   | 10                                                                                 | Warta Poznań                                                                       | Ruch Wielkie Hajduki                                                               | HCP Poznań                                                                         |                                                                                    |
| 1938/39   | 11                                                                                 | Warta Poznań                                                                       | HCP Poznań                                                                         | Goplania Inowrocław                                                                |                                                                                    |
| 1940-1946 | Podczas II wojny światowej i bezpośrednio po niej Mistrzostw Polski nie rozgrywano | Podczas II wojny światowej i bezpośrednio po niej Mistrzostw Polski nie rozgrywano | Podczas II wojny światowej i bezpośrednio po niej Mistrzostw Polski nie rozgrywano | Podczas II wojny światowej i bezpośrednio po niej Mistrzostw Polski nie rozgrywano | Podczas II wojny światowej i bezpośrednio po niej Mistrzostw Polski nie rozgrywano |
| 1946/47   | 12                                                                                 | ŁKS Łódź                                                                           | MKS Gdynia                                                                         |                                                                                    |                                                                                    |
| 1947/48   | 13                                                                                 | ŁKS Łódź                                                                           | Gwardia Gdańsk                                                                     | Tęcza Łódź                                                                         |                                                                                    |
| 1948/49   | 14                                                                                 | Gedania Gdańsk                                                                     | Gwardia Warszawa                                                                   | Batory Chorzów                                                                     |                                                                                    |
| 1949/50   | 15                                                                                 | Gwardia Warszawa                                                                   | Gwardia Gdańsk                                                                     | Kolejarz Gdańsk                                                                    |                                                                                    |
| 1950/51   |                                                                                    | –                                                                                  | –                                                                                  | –                                                                                  | [ e ]                                                                              |
| 1951/52   |                                                                                    | CWKS I                                                                             | Gwardia                                                                            | Stal                                                                               | [ f ]                                                                              |
| 1952/53   | 16                                                                                 | CWKS Warszawa                                                                      | Gwardia Gdańsk                                                                     | Kolejarz Gdańsk                                                                    |                                                                                    |
| 1953/54   | 17                                                                                 | CWKS Warszawa                                                                      | Gwardia Kraków                                                                     | Gwardia Warszawa                                                                   |                                                                                    |
| 1954/55   | 18                                                                                 | CWKS Warszawa                                                                      | Kolejarz Gdańsk                                                                    | Gwardia Kraków                                                                     |                                                                                    |
| 1955/56   | 19                                                                                 | CWKS Warszawa                                                                      | Sparta Bielsko-Biała                                                               | Pogoń Szczecin                                                                     |                                                                                    |
| 1956/57   | 20                                                                                 | CWKS Warszawa                                                                      | Gwardia Gdańsk                                                                     | Prosna Kalisz                                                                      |                                                                                    |
| 1957/58   | 21                                                                                 | Legia Warszawa                                                                     | BBTS Bielsko-Biała                                                                 |                                                                                    |                                                                                    |
| 1958/59   | 22                                                                                 | CWKS Warszawa                                                                      | BBTS Bielsko-Biała                                                                 | Prosna Kalisz                                                                      |                                                                                    |
| 1959/60   | 23                                                                                 | BBTS Bielsko-Biała                                                                 | Polonia Gdańsk                                                                     | Stal Stalowa Wola                                                                  |                                                                                    |
| 1960/61   | 24                                                                                 | CWKS Warszawa                                                                      | Stal Stalowa Wola                                                                  | Wybrzeże Gdańsk                                                                    |                                                                                    |
| 1961/62   | 25                                                                                 | CWKS Warszawa                                                                      | Hutnik Nowa Huta                                                                   | Wybrzeże Gdańsk                                                                    |                                                                                    |
| 1962/63   | 26                                                                                 | CWKS Warszawa                                                                      | Hutnik Nowa Huta                                                                   | Gwardia Łódź                                                                       |                                                                                    |
| 1963/64   | 27                                                                                 | Hutnik Nowa Huta                                                                   | Wybrzeże Gdańsk                                                                    | Polonia Gdańsk                                                                     |                                                                                    |
| 1965/66   | 28                                                                                 | Gwardia Wrocław                                                                    | Hutnik Nowa Huta                                                                   | Gwardia Warszawa                                                                   |                                                                                    |
| 1966/67   | 29                                                                                 | Hutnik Nowa Huta                                                                   | Legia Warszawa                                                                     | Gwardia Wrocław                                                                    |                                                                                    |
| 1968/69   | 30                                                                                 | Legia Warszawa                                                                     | Turów Bogatynia                                                                    | Hutnik Nowa Huta                                                                   |                                                                                    |
| 1970      | 31                                                                                 | Turów Zgorzelec                                                                    | Legia Warszawa                                                                     | Wybrzeże Gdańsk                                                                    |                                                                                    |
| 1971      | 32                                                                                 | Legia Warszawa                                                                     | Turów Zgorzelec                                                                    | BBTS Bielsko-Biała                                                                 |                                                                                    |
| 1972      | 33                                                                                 | Gwardia Warszawa                                                                   | Turów Zgorzelec                                                                    | Górnik Pszów                                                                       |                                                                                    |
| 1973      | 34                                                                                 | Legia Warszawa                                                                     | Stal Stalowa Wola                                                                  | Gwardia Warszawa                                                                   |                                                                                    |
| 1974      | 35                                                                                 | Gwardia Warszawa                                                                   | Wybrzeże Gdańsk                                                                    | Gwardia Wrocław                                                                    | [ 1 ] [ 2 ]                                                                        |
| 1975      | 36                                                                                 | Legia Warszawa                                                                     | Turów Zgorzelec                                                                    | Gwardia Warszawa Wybrzeże Gdańsk                                                   | [ 3 ]                                                                              |
| 1976      | 37                                                                                 | Gwardia Warszawa                                                                   | Legia Warszawa                                                                     | GKS Jastrzębie                                                                     | [ 4 ]                                                                              |
| 1977      | 38                                                                                 | GKS Jastrzębie                                                                     | Gwardia Warszawa                                                                   | Legia Warszawa                                                                     | [ 5 ]                                                                              |
| 1978      | 39                                                                                 | Gwardia Warszawa                                                                   | Legia Warszawa                                                                     | GKS Jastrzębie                                                                     | [ 6 ]                                                                              |
| 1979      | 40                                                                                 | Gwardia Warszawa                                                                   | Legia Warszawa                                                                     | GKS Jastrzębie                                                                     | [ 7 ]                                                                              |
| 1980      | 41                                                                                 | Legia Warszawa                                                                     | Gwardia Warszawa                                                                   | Czarni Słupsk                                                                      |                                                                                    |
| 1981/82   | 42                                                                                 | Gwardia Warszawa Legia Warszawa                                                    |                                                                                    | GKS Jastrzębie Czarni Słupsk                                                       |                                                                                    |
| 1982/83   | 43                                                                                 | Legia Warszawa                                                                     | Czarni Słupsk                                                                      | Gwardia Warszawa                                                                   |                                                                                    |
| 1984      | 44                                                                                 | Legia Warszawa                                                                     | Czarni Słupsk                                                                      | GKS Jastrzębie                                                                     |                                                                                    |
| 1985      | 45                                                                                 | Legia Warszawa                                                                     | GKS Jastrzębie                                                                     | Czarni Słupsk                                                                      | [ 8 ]                                                                              |
| 1986      | 46                                                                                 | Legia Warszawa                                                                     | Igloopol Dębica                                                                    | GKS Jastrzębie                                                                     | [ 9 ]                                                                              |
| 1987/88   | 47                                                                                 | Igloopol Dębica                                                                    | Legia Warszawa                                                                     | Czarni Słupsk                                                                      | [ h ] [ 10 ]                                                                       |
| 1989      | 48                                                                                 | Igloopol Dębica                                                                    | Czarni Słupsk                                                                      | Zagłębie Lubin                                                                     | [ 11 ]                                                                             |
| 1990      | 49                                                                                 | Czarni Słupsk                                                                      | Igloopol Dębica                                                                    | GKS Jastrzębie                                                                     | [ 12 ] [ 13 ]                                                                      |
| 1991      | 50                                                                                 | Zagłębie Konin                                                                     | Igloopol Dębica                                                                    |                                                                                    | [ 14 ]                                                                             |
| 1992      | 51                                                                                 | Hetman Białystok                                                                   |                                                                                    |                                                                                    |                                                                                    |
| 1993      | 52                                                                                 | Victoria Jaworzno                                                                  | Concordia Knurów                                                                   |                                                                                    | [ 13 ]                                                                             |
| 1994      | 53                                                                                 | Victoria Jaworzno                                                                  |                                                                                    |                                                                                    | [ 13 ]                                                                             |
| 1995      | 54                                                                                 | Victoria Jaworzno                                                                  |                                                                                    |                                                                                    | [ 13 ]                                                                             |
| 1996      | 55                                                                                 | Concordia Knurów                                                                   | Walka Zabrze                                                                       |                                                                                    | [ 13 ]                                                                             |
| 1997      | 56                                                                                 | Walka Zabrze                                                                       |                                                                                    |                                                                                    | [ 13 ] [ 15 ]                                                                      |
| 1998      | 57                                                                                 | Polonia Świdnica                                                                   | Halex Elbląg                                                                       | Victoria Jaworzno                                                                  | [ 13 ] [ 16 ] [ 17 ] [ 18 ]                                                        |
| 1999      | 58                                                                                 | Halex Elbląg                                                                       | Gwardia Wrocław                                                                    | Hetman Białystok                                                                   |                                                                                    |
| 2000      | 59                                                                                 | Energetyk Jaworzno                                                                 |                                                                                    | Walka Zabrze                                                                       | [ 13 ]                                                                             |
| 2001      | 60                                                                                 | Hetman Białystok                                                                   | Energetyk Jaworzno                                                                 | Imex Jastrzębie                                                                    | [ 13 ]                                                                             |
| 2002      | 61                                                                                 | Hetman Białystok                                                                   | Imex Jastrzębie                                                                    | Victoria Jaworzno                                                                  | [ 13 ]                                                                             |
| 2003      | 62                                                                                 | WAH-PKB Poznań                                                                     | Hetman Białystok                                                                   | Victoria-Skok Jaworzno                                                             | [ 13 ] [ 19 ] [ 20 ]                                                               |
| 2004      | 63                                                                                 | Hetman Białystok                                                                   |                                                                                    |                                                                                    |                                                                                    |
| 2005-2006 | Drużynowych Mistrzostw Polski nie rozgrywano                                       | Drużynowych Mistrzostw Polski nie rozgrywano                                       | Drużynowych Mistrzostw Polski nie rozgrywano                                       | Drużynowych Mistrzostw Polski nie rozgrywano                                       | Drużynowych Mistrzostw Polski nie rozgrywano                                       |
| 2007      |                                                                                    | AKS Strzegom                                                                       |                                                                                    |                                                                                    | [ 21 ]                                                                             |
| 2010      |                                                                                    | PKB Poznań                                                                         |                                                                                    |                                                                                    | [ 22 ]                                                                             |
| 2011      |                                                                                    | PKB Poznań                                                                         | Hetman Białystok                                                                   | Tygrys Elbląg                                                                      | [ 23 ]                                                                             |
| 2018      |                                                                                    | BKS Skorpion Szczecin                                                              | Team Wielkopolska Poznań                                                           |                                                                                    | [ 24 ]                                                                             |
| 2019      |                                                                                    | BKS Skorpion Szczecin                                                              | Imperium Leone Wałbrzych                                                           |                                                                                    | [ 25 ]                                                                             |

21-krotnym złotym medalistą drużynowych mistrzostw Polski została Legia Warszawa.